# Damnation
Damnation er det syvende studiealbum fra det svenske progressiv dødsmetal-band Opeth, udgivet 22. april 2003 som en fortsættelse af albummet Deliverance som blev indspillet på samme tid men udgivet året før. Albummet var en radikal ændring fra bandets typiske dødsmetal-lyd, og indeholdt i stedet blødere, 1970'er-inspireret progressiv rock. Albummet fik positive anmeldelser og øgede bandets popularitet forud for udgivelsen af live-dvd'en Lamentations i 2004.
Damnation var det første af Opeths, som nåede Billboard Top 200 med en placering som nr. 192. Det blev også nr. 14 på Top Independent Albums-listen. Windowpane var eneste single fra albummet og fik indspillet en tilhørende musikvideo i reduceret længde. Albummet blev ligesom flere af bandets andre udgivelser produceret af Steven Wilson, som også bidrog med støttevokal og keyboard, og var medforfatter på en sang, "Death Whispered a Lullaby". Mikael Åkerfeldt dedikerede Deliverance og Damnation til sin bedstemor, som var blevet dræbt i et biluheld under indspilningsperioden.
Omkvædet til "To Rid the Disease" er taget fra sangen "Mordet i Grottan" fra Mikael Åkerfeldts sideprojekt Sörskogen.

## Spor
Alle sange skrevet af Mikael Åkerfeldt. Tekster til "Death Whispered a Lullaby" skrevet af Steven Wilson.
1. "Windowpane" – 7:45
2. "In My Time of Need" – 5:50
3. "Death Whispered a Lullaby" – 5:50
4. "Closure" – 5:16
5. "Hope Leaves" – 4:30
6. "To Rid the Disease" – 6:21
7. "Ending Credits" – 3:40
8. "Weakness" – 4:10